# Gaiano
Gaiano è una frazione del comune di Collecchio, in provincia di Parma.
La località dista 4,48 km dal capoluogo.

## Geografia fisica
Gaiano sorge alla quota di 118 m s.l.m., sulla sponda destra del fiume Taro, ai piedi dei rilievi collinari. La vicina località di Oppiano è collocata a ovest, sulla riva del corso d'acqua.

## Origini del nome
L'origine del nome della località, nota fino al XIX secolo come Gajano, non è chiara. Secondo alcune ipotesi, il toponimo potrebbe derivare dal prediale latino Vicus Gaianus, in riferimento a un cittadino romano chiamato Gaius. Secondo altre, proverrebbe invece dal longobardo Gahagi, poi divenuto Gazum e Gaium, col significato di "territorio riservato".

## Storia
Il borgo di Gaiano fu fondato in epoca altomedievale; le più antiche testimonianze della sua esistenza risalgono al 28 dicembre 980, quando Gajanum fu menzionato tra i territori di cui il capitolo della Cattedrale di Parma ricevette conferma del possesso da parte dell'imperatore del Sacro Romano Impero Ottone II di Sassonia, e al giugno 996, quando Ottone III di Sassonia rinnovò l'atto del suo predecessore.
La zona era all'epoca attraversata da un ramo della via Francigena, percorsa dai pellegrini diretti a Roma dal Nord Europa.
L'11 giugno 1005 fu nominata per la prima volta la pieve di Santa Maria di Gaiano, nell'Ordo Archipresbiterorum Plebium voluto dal vescovo di Parma Sigefredo II. Tuttavia, la vicinanza con la pieve di Collecchio determinò la rapida decadenza della chiesa, che perse lo ius plebanale entro gli inizi del XIII secolo in favore dell'edificio collecchiese.
I canonici della cattedrale di Parma ricevettero altre donazioni di terre a Gaiano, come testimoniato da un atto di convalida redatto dal vescovo Everardo nel 1081.
Il 26 maggio 1111 l'imperatore Enrico V di Franconia confermò al capitolo il possesso dei territori detenuti in Gaiano e in numerose altre zone.
Nel 1187 il papa Gregorio VIII assegnò al monastero di San Paolo di Parma le terre possedute a Villa Opplani e Gallano, oltre a numerose altre del Parmense.
Agli inizi del XV secolo, negli anni in cui il Parmense fu sconvolto dalle guerre tra numerose famiglie nobili unite da alleanze talvolta alterne, la zona apparteneva ai conti Rossi. Nel 1403 i borghi loro appartenenti di Ozzano, Gaiano, Talignano e Fornovo furono assaltati e depredati dalle truppe di Giacomo Dalla Croce e Bartolomeo Gonzaga.
Nel 1482 Pier Maria II de' Rossi assegnò al figlio Bertrando le terre di Ozzano, Gaiano, Oppiano, Giarola e Talignano, insieme a numerose altre del Parmense.
Nel 1495 si svolse nella vicina Gualatica o Aqualatula, successivamente scomparsa a causa dell'erosione delle acque del Taro, la cosiddetta battaglia di Fornovo, che oppose l'esercito del re di Francia Carlo VIII di Valois, accampato sulla sponda sinistra del Taro, e la Lega Antifrancese guidata dai milanesi e dai veneziani, acquartierata sulla destra, tra Oppiano e Giarola.
L'ex pieve di Gaiano fu in seguito abbandonata e nel 1564 fu estesa la giurisdizione della chiesa di Oppiano anche su Gaiano.
Nel 1650 il duca di Parma Ranuccio II Farnese elevò il feudo di Vizzola, Gaiano e Oppiano a contea e lo assegnò a Ottavio II Linati, che lo trasmise ai suoi discendenti.
Nella seconda metà del XVII secolo il borgo di Oppiano fu devastato da un'alluvione del Taro, che distrusse anche la chiesa romanica e l'adiacente monastero benedettino; il luogo di culto fu ricostruito intorno alla metà del XVIII secolo su iniziativa dei frati.
Nel 1800 il conte Filippo Linati ricevette conferma dei diritti feudali su Vizzola, Gaiano e Oppiano, che mantenne fino alla soppressione napoleonica del 1805.
Nel 1806 Gaiano e Oppiano furono aggregate al nuovo comune di Sala Baganza, di cui rimasero frazioni fino al 1869, quando furono unite al comune di Collecchio.
In seguito allo sviluppo della frazione di Gaiano, nel 1968 furono avviati i lavori di costruzione di una moderna chiesa ai margini del centro abitato, lungo la strada statale 62 della Cisa; l'antico luogo di culto di Oppiano divenne sussidiario del nuovo tempio di Gaiano, completato nel 1970.

## Monumenti e luoghi d'interesse

### Chiesa della Purificazione di Maria Vergine a Oppiano

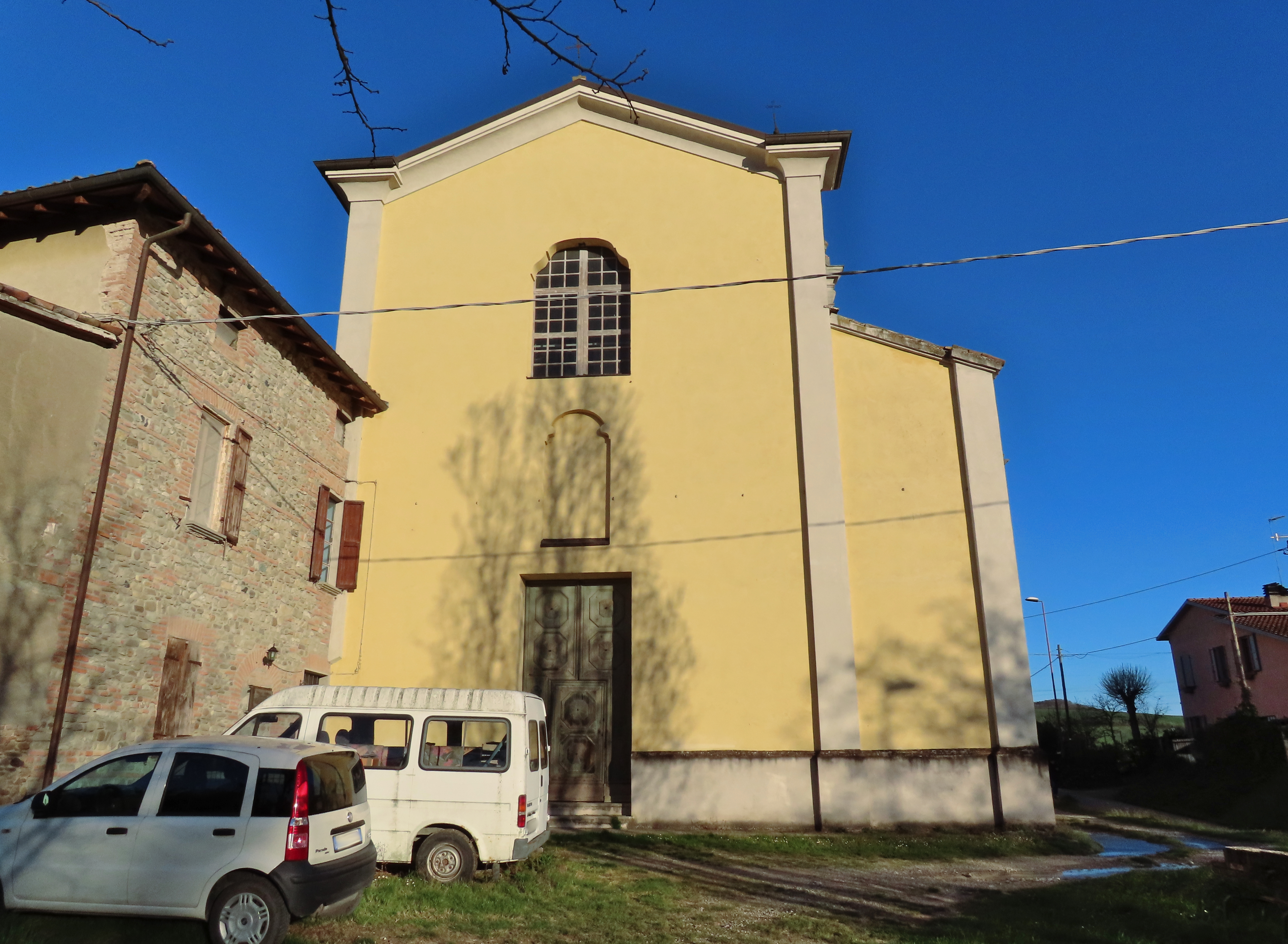
Chiesa della Purificazione di Maria Vergine

Menzionata per la prima volta nell'XI secolo, la cappella romanica di Oppiano, affiancata da un monastero gestito dai benedettini dell'abbazia di Chaise-Dieu, fu affidata nel XVI secolo ai frati dell'abbazia di San Giovanni Evangelista di Parma, che trasformarono in grancia la proprietà; distrutta da una rovinosa piena del Taro nella seconda metà del secolo, la chiesa fu ricostruita in forme barocche tra il 1754 e il 1762, su progetto dell'architetto Domenico Manfredi; divenuta succursale della moderna chiesa di Gaiano completata nel 1970, fu esternamente restaurata tra il 2004 e il 2008. Il tempio, caratterizzato dalla semplice facciata a salienti intonacata, è internamente ornato con lesene e affiancato da tre cappelle per lato; il presbiterio accoglie l'altare maggiore ligneo del 1762 e uno stendardo risalente agli inizi del XVIII secolo.

### Chiesa della Purificazione di Maria Vergine a Gaiano
Costruita tra il 1968 e il 1970 su progetto dell'architetto Franco Carpanelli, la moderna chiesa di Gaiano fu solennemente consacrata il 14 giugno 1970 dal cardinale Giacomo Lercaro; il tempio, sviluppato su una pianta esagonale, è dominato dalla doppia copertura metallica di forma triangolare, retta da travi in calcestruzzo armato; all'interno l'aula è illuminata dalle vetrate laterali e dai lucernari aperti tra le falde del tetto; il presbiterio accoglie il grande altare maggiore cementizio a mensa, coevo del luogo di culto.

### Villa Bormioli
Costruita nel XVIII secolo per volere dei conti Linati, la villa fu ristrutturata in stile neogotico nel XIX secolo; alienata dagli eredi del conte Filippo II nel 1907 all'imprenditore vetrario Luigi Bormioli, alla sua morte passò ai suoi discendenti. La struttura, sviluppata su una pianta a T sulla sommità di un rilievo collinare, presenta una simmetrica facciata intonacata, elevata su due livelli principali fuori terra e affiancata da due torri in laterizio con basamento a scarpa; al centro si apre il portale d'ingresso principale, sormontato da una lunetta ad arco acuto e, più in alto, da uno stemma in pietra dei conti Linati; ai lati e ai livelli superiori si trova una serie di finestre ad arco ogivale; a coronamento si ergono merli ghibellini in mattoni. All'interno si accede all'androne, chiuso da un soffitto piano; lateralmente, alle basi delle torri sono collocate due sale con copertura a volta; di fronte si aprono la sala da pranzo e lo scalone, mentre sul fondo si trova il salone. Il parco, circondato da castagneti, si estende lungo il pendio.

### Villa Fainardi
Costruita nei primi anni del XIX secolo per volere della famiglia Poldi, nella seconda metà del secolo la villa passò dall'ultima erede Fulvia Romana, moglie del nobile Ignazio Fainardi, al figlio Enrico, che la trasformò nella sede di un'azienda vinicola; sopraelevata di un piano intorno al 1920 eliminando la torretta sul tetto, fu trasmessa al primogenito Riccardo, che vi realizzò il suo studio da pittore; occupata dall'esercito tedesco durante la seconda guerra mondiale, alla morte di Riccardo senza eredi diretti la proprietà fu acquistata da Gigetto Cavalli. La struttura, sviluppata su una pianta rettangolare, presenta una simmetrica facciata elevata su tre livelli principali fuori terra; nel mezzo è collocato il portale d'ingresso, sormontato da una portafinestra al primo piano; a coronamento si allunga un profondo cornicione in aggetto. All'interno l'androne centrale passante, caratterizzato dalla pavimentazione in mattonelle in ceramica policroma di Pozzuoli, dà accesso alle sale laterali; gli ambienti accolgono numerosi dipinti di Riccardo Fainardi.

## Infrastrutture e trasporti
La frazione è attraversata dalla strada statale 62 della Cisa e dalla ferrovia Pontremolese, lungo il cui tracciato sorge la dismessa stazione di Gaiano.